# Day Old Belgian Blues
Day Old Belgian Blues é um EP de edição limitada da banda americana de rock Kings of Leon, originalmente gravada na AB Box em Bruxelas, Bélgica em 4 de Novembro de 2004.

## Faixas
| N.º | Título             | Duração |  |
| 1.  | "Taper Jean Girl"  | 3:15    |  |
| 2.  | "The Bucket"       | 3:07    |  |
| 3.  | "Soft"             | 3:01    |  |
| 4.  | "Molly's Chambers" | 2:45    |  |
| 5.  | "Four Kicks"       | 2:41    |  |
| 6.  | "Trani"            | 5:42    |  |